# Ryutaro Umeno
Ryutaro Umeno (梅野 隆太郎, Umeno Ryūtarō, Fukuoka, 17 de junho de 1991) é um jogador de beisebol japonês, que joga na posição de receptor (catcher).

## Carreira
Umeno compôs o elenco da Seleção Japonesa de Beisebol nos Jogos Olímpicos de Verão de 2020 em Tóquio, onde conquistou a medalha de ouro após derrotar a equipe dos Estados Unidos na final da competição por 2–0.